# Benjamin Richardson
Benjamin Richardson (* 19. Dezember 2003 in Pretoria) ist ein südafrikanischer Leichtathlet, der sich auf den Sprint spezialisiert hat. Mit der südafrikanischen 4-mal-100-Meter-Staffel wurde er 2022 Vizeafrikameister.

## Sportliche Laufbahn
Erste Erfahrungen bei internationalen Meisterschaften sammelte Benjamin Richardson im Jahr 2021, als er bei den U20-Weltmeisterschaften in Nairobi in 10,28 s die Silbermedaille im 100-Meter-Lauf gewann und über 200 Meter mit 20,71 s im Halbfinale ausschied. Zudem siegte er mit der südafrikanischen 4-mal-100-Meter-Staffel mit neuem U20-Weltrekord von 38,51 s. Im Jahr darauf schied er bei den Afrikameisterschaften in Port Louis mit 21,11 s im Semifinale im 200-Meter-Lauf aus und gewann mit der Staffel in 39,79 s gemeinsam mit Henricho Bruintjies, Antonio Alkana und Cheswill Johnson die Silbermedaille hinter dem kenianischen Teams. Im August gewann er bei den U20-Weltmeisterschaften in Cali in 10,12 s die Bronzemedaille über 100 Meter und belegte in 20,55 s den vierten Platz über 200 Meter. Zudem wurde er mit der Staffel disqualifiziert. 2023 schied er bei den Weltmeisterschaften in Budapest mit 10,17 s in der ersten Runde über 100 Meter aus und kam mit der Staffel im Finale nicht ins Ziel. Bei den World Athletics Relays 2024 in Nassau wurde er in 38,08 s Erster im C-Lauf in der 2. Qualifikationsrunde über 4-mal 100 Meter für die Olympischen Spiele in Paris und sicherte damit dem südafrikanischen Team einen Startplatz. Im Juni gewann er bei den Afrikameisterschaften in Douala in 10,17 s die Bronzemedaille über 100 Meter hinter dem Liberianer Joseph Fahnbulleh und Emmanuel Eseme aus Kamerun. Zudem kam er im Staffelbewerb im Finale nicht ins Ziel. Im August schied er bei den Olympischen Sommerspielen in Paris in der ersten Runde über 200 Meter aus und schied über 100 Meter mit 9,95 s im Halbfinale aus.
2024 wurde Richardson südafrikanischer Meister im 200-Meter-Lauf.

## Persönliche Bestzeiten
- 100 Meter: 9,86 s (+1,9 m/s), 14. Juli 2024 in La Chaux-de-Fonds
- 200 Meter: 19,99 s (+0,8 m/s), 14. Juli 2024 in La Chaux-de-Fonds